# Thomas Friedrich von Bornstedt
Thomas Friedrich von Bornstedt (* 16. Februar 1655; † 28. Oktober 1697 in Dresden) war ein polnisch-sächsischer Generalleutnant.

## Leben

### Herkunft
Bornstedt war Angehöriger des neumärkischen Stammes A des Adelsgeschlechts Bornstaedt. Seine Eltern waren der Erbherr auf Dolgen Hans Wilhelm von Bornstedt und Hippolyte, geborene von Somnitz aus dem Hause Braunsfeld.

### Werdegang
Im Alter von 17 Jahren nahm Bornstedt ein Studium an der Alma Mater Viadrina in Frankfurt (Oder) auf und schloss es 1672 erfolgreich ab. Hiernach trat er in kurbrandenburgische Dienste und stand unter General Grumbkow im Kürassierregiment Nr. 4. Mit dem Regiment rückte er 1674 im Holländischen Krieg in den Elsass aus und avancierte zum Leutnant. Nach dem Schwedeneinfall in Preußen führte er als Hauptmann seine Kompanie aus dem Reich dem Feind entgegen. 1686 gehörte er dem brandenburgischen Kontingent von 8000 Mann an, die in den Großen Türkenkrieg entsandt wurden. So nahm er auch an der Belagerung von Ofen teil. Im Jahre 1689 zog er mit Marschall Schöning über den Rhein in den Pfälzischen Erbfolgekrieg.
1692 wechselte er als Oberst in die Sächsische Armee und wurde 1693 Kommandeur des Leibregiments zu Roß. 1694 wurde er unter Louis von Baden erneut an den Rhein geschickt. Im selben Jahr erhielt er seine Beförderung zum Generalmajor. Hiernach rückte er erneut wider die Osmanen aus und von 1695 bis 1696 stand er in Polen im Felde und wurde 1697 noch kurz vor seinem Tod zum Generalleutnant befördert.

### Familie
Bornstedt ging drei Mal den Bund der Ehe ein. Seine erste Gattin war 1683 Louise von der Groeben aus dem Hause Meseberg († 1686). Danach vermählte er sich 1691 mit Louise Hedwig von Röbel aus dem Hause Friedland, verwitwete Borcksdorff. Seine letzte Gattin war seit 1695 Johanna Eleonora von Bose aus dem Hause Frankenberg (1661–1718), verwitwete Schönberg, Tochter Christoph Dietrich Bose des Älteren. Aus den Ehen sind fünf Kinder hervorgegangen:
- Otto Wilhelm (* 1684; † jung)
- Maria Charlotte (* 1685; † jung)
- Louise Hippolyte (1686–1707) ⚭ 1706 Johann George Geudern, anhaltinisch-harzgerodischer Kammerdirektor und Geheimrat in Berlin
- Johann Friedrich (* 1696), polnisch-sächsischer Rittmeister
- Wilhelmina Christiana (1697–1766) ⚭ Johann Adolph von Creutzen († 1730)